# Murcia (Region)
Die Region Murcia (spanisch Región de Murcia, amtlich Comunidad Autónoma de la Región de Murcia) ist eine Autonome Gemeinschaft im Südosten Spaniens am Mittelmeer. Sie wird von den Autonomen Gemeinschaften Valencia, Kastilien-La Mancha sowie Andalusien umschlossen und ist identisch mit der gleichnamigen Provinz. Hauptstadt ist die Stadt Murcia.

## Geographie und Klima
Das Land wird von der Betischen Kordillere mit dem Barqueros-Vulkan durchzogen. 
Im Südosten liegt, nördlich des Cabo de Palos, die Salzwasserlagune Mar Menor. Im Nordwesten der Region erhebt sich der höchste Berg der Provinz, der 2015 m hohe Revolcadores.
Die Region Murcia gehört zu den trockensten Gebieten Europas (etwa 300 Sonnentage/Jahr) und ist deshalb im andauernden Status der Wasserknappheit. Die Temperaturen steigen im Sommer mit Leichtigkeit über 40 °C. Die Winter sind relativ angenehm, dennoch werden ab und zu auch Minusgrade im einstelligen Bereich erreicht.
Eine kleine klimatische Besonderheit stellt die Mittelmeer-Südküste sowohl am Calblanque und in der Gegend zwischen Águilas und Cartagena dar, da sich dort eine Ansammlung vieler kleiner Buchten befindet, die jeweils ein kleines Mikro-Klima und dadurch auch eine eigene Vegetation besitzen.

## Bevölkerung
In der Region Murcia leben 1.571.933 Einwohnern (Stand: 2024). Die Einwohnerzahl nimmt von Jahr zu Jahr deutlich zu, 2005 waren es noch 1.335.792 Einwohner. Etwa ein Drittel von ihnen lebt in der Stadt Murcia.

### Städte
Neben der Hauptstadt Murcia sind die Hafenstadt Cartagena, eine karthagische Gründung, und die im Landesinneren gelegene drittgrößte Stadt der Region, Lorca, bedeutend. Die nächstgrößten Städte sind Molina de Segura und Alcantarilla.
|  |  |

## Verwaltungsgliederung

### Comarcas

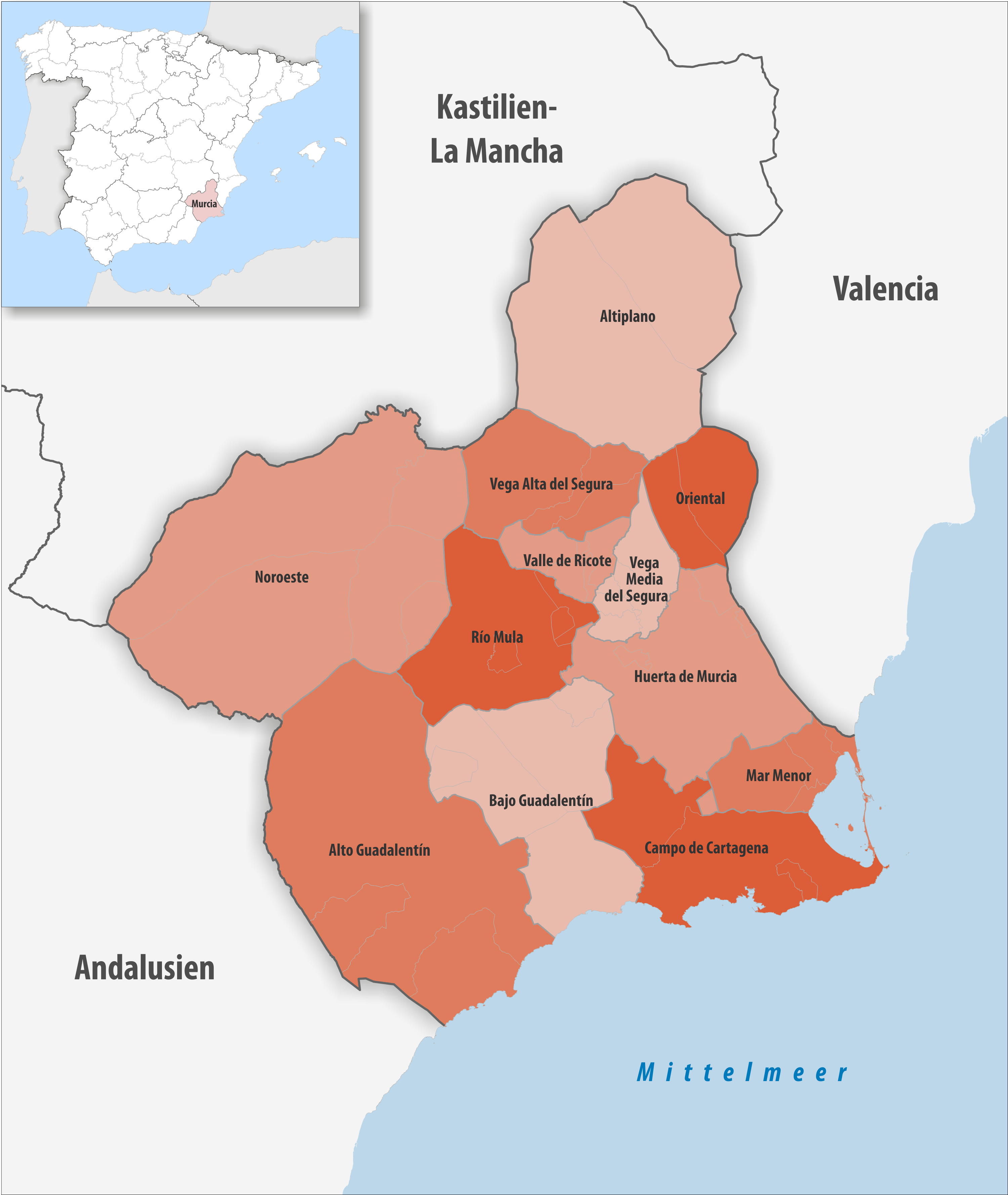
Comarcas in der autonomen Gemeinschaft Murcia

| Comarca               | Gemeinden | Einwohner (2024) | Fläche km² | Dichte Einw./km² | Hauptort            |
| --------------------- | --------- | ---------------- | ---------- | ---------------- | ------------------- |
| Altiplano             | 2         | 63.220           | 1.574,94   | 40               | Yecla               |
| Alto Guadalentín      | 3         | 153.573          | 2.071,66   | 74               | Lorca               |
| Bajo Guadalentín      | 5         | 99.225           | 1.024,40   | 97               | Mazarrón            |
| Campo de Cartagena    | 3         | 259.649          | 860,13     | 302              | Cartagena           |
| Huerta de Murcia      | 4         | 546.019          | 955,45     | 571              | Murcia              |
| Mar Menor             | 4         | 124.158          | 307,39     | 404              | San Javier          |
| Noroeste              | 5         | 70.144           | 2.381,32   | 29               | Caravaca de la Cruz |
| Oriental              | 2         | 17.389           | 384,82     | 45               | Fortuna             |
| Río Mula              | 4         | 25.100           | 727,51     | 35               | Mula                |
| Valle de Ricote       | 5         | 27.555           | 202,09     | 136              | Archena             |
| Vega Alta del Segura  | 3         | 55.186           | 568,46     | 97               | Cieza               |
| Vega Media del Segura | 5         | 130.715          | 258,00     | 507              | Molina de Segura    |
| Provinz Murcia        | 45        | 1.571.933        | 11.316,17  | 139              | Murcia              |

### Gerichtsbezirke

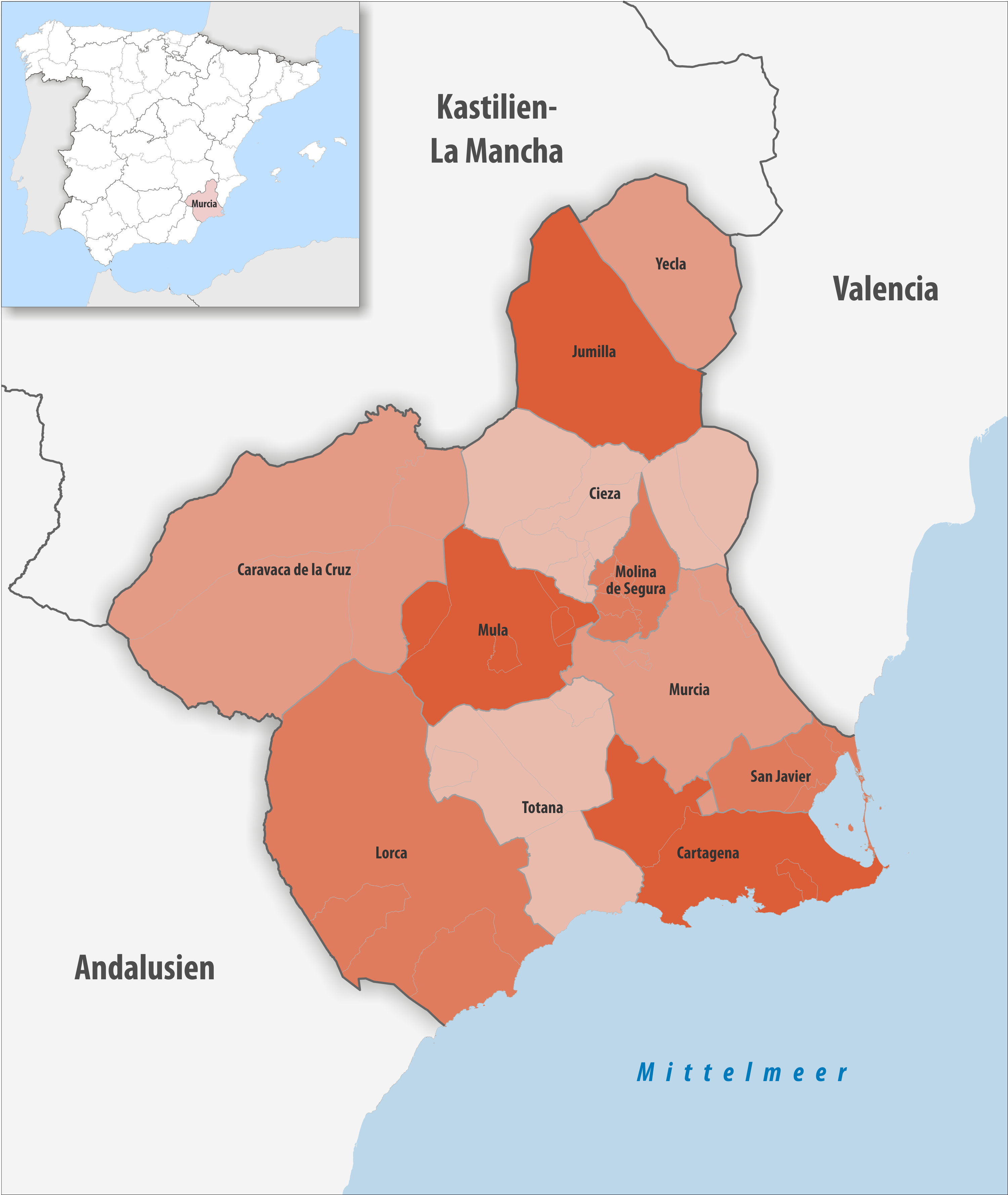
Gerichtsbezirke in der autonomen Gemeinschaft Murcia

| Gerichtsbezirk      | Gemeinden | Einwohner (2024) | Fläche km² | Dichte Einw./km² | Hauptquartier       |
| ------------------- | --------- | ---------------- | ---------- | ---------------- | ------------------- |
| Caravaca de la Cruz | 4         | 58.351           | 2.298,82   | 25               | Caravaca de la Cruz |
| Cartagena           | 3         | 259.649          | 860,13     | 302              | Cartagena           |
| Cieza               | 9         | 79.154           | 1.138,99   | 69               | Cieza               |
| Jumilla             | 1         | 27.263           | 969,66     | 28               | Jumilla             |
| Lorca               | 3         | 153.573          | 2.071,66   | 74               | Lorca               |
| Molina de Segura    | 6         | 151.691          | 274,38     | 553              | Molina de Segura    |
| Mula                | 5         | 36.893           | 810,01     | 46               | Mula                |
| Murcia              | 4         | 546.019          | 955,45     | 571              | Murcia              |
| San Javier          | 4         | 124.158          | 307,39     | 404              | San Javier          |
| Totana              | 5         | 99.225           | 1.024,40   | 97               | Totana              |
| Yecla               | 1         | 35.957           | 605,28     | 59               | Yecla               |
| Provinz Murcia      | 45        | 1.571.933        | 11.316,17  | 139              | Murcia              |

### Sprache

Gebiet El Carxe (grün)

In Murcia wird ein eigener Dialekt gesprochen, der Murciano oder Panocho. Er unterscheidet sich deutlich vom eigentlichen Castellano und enthält viele Lehnwörter aus dem Arabischen und dem Katalanischen. Es werden unter anderem Endkonsonanten weggelassen sowie d und s innerhalb eines Wortes. Weiter kommt es zu Laut-Verdrehern und auch teilweise grammatikalischen Besonderheiten. In einem kleinen Gebiet im Nordosten der Region, das den Namen El Carche (katalanisch El Carxe) trägt, wird überwiegend Katalanisch gesprochen.

Teilstaaten auf der Iberischen Halbinsel (um 1037)

## Geschichte

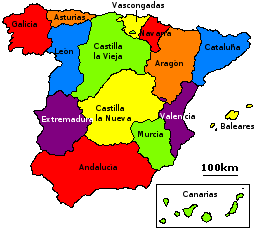
Die historische Region Murcia umfasste auch die Provinz Albacete

Bereits vor 50.000 Jahren lebten Neandertaler im Gebiet der heutigen Region Murcia; jungsteinzeitliche Dolmen oder Menhire fehlen, doch Felsmalereien sind zahlreich (ca. 70 Fundstellen). Phönizier, Karthager, Iberer, Römer und Westgoten hinterließen eher unbedeutende Spuren. In den Jahren nach 711 wurde die Region von den Mauren überrannt. Die Stadt Mursiya wurde im Jahr 825 gegründet; im ausgehenden 9. und im 10. Jahrhundert blühte sie auf und so wurde der Name auf die gesamte Region übertragen. Nach dem Ende des Kalifats von Córdoba (1031) bildete sich das Taifa-Königreich Murcia, welches – mit Unterbrechungen – bis zur christlichen Rückeroberung (reconquista) (1243 bzw. 1266) existierte. Danach wurde der größte Teil der Region rechtlich ein eigenes Königreich, das allerdings de facto eng mit der Krone von Kastilien assoziiert war; es bestand offiziell bis zu seiner Aufhebung im Jahr 1833 fort.

## Politik
Die Region Murcia bildet eine Autonome Gemeinschaft Spaniens mit direkt gewähltem Parlament und einer diesem verantwortlichen Regierung. Ihre Autonomie beruht auf dem Autonomiestatus vom 9. Juni 1982. Die neugebildete Autonome Gemeinschaft übernahm auch die Aufgaben der Selbstverwaltungsorgane der Provinz Murcia.
Um die Wasserknappheit zu überwinden, unterstützte die Regierung der Region Murcia den von der früheren spanischen Regierung betriebenen, inzwischen annullierten Plan Hidrológico Nacional und führte unter dem Slogan „Agua para todos“ („Wasser für alle“) eine Kampagne für diesen durch. Dadurch verfeindete sie sich mit den nordspanischen Regionen, die gegen dieses ökologisch fragwürdige Aquädukt-Projekt opponierten.

## Politische Gliederung
Die Region Murcia ist politisch in 45 Gemeinden (municipios) als lokale Gebietskörperschaften gegliedert. Die Municipios sind ihrerseits in Pedanías oder in Diputaciones untergliedert.
Die größten Gemeinden der Region (Daten des INE, Stand: 2024) sind:
| Gemeinde              | Einwohner |
| --------------------- | --------- |
| Murcia                | 474.617   |
| Cartagena             | 219.777   |
| Lorca                 | 98.334    |
| Molina de Segura      | 77.493    |
| Alcantarilla          | 43.547    |
| Torre-Pacheco         | 40.074    |
| Águilas               | 37.417    |
| Yecla                 | 35.957    |
| San Javier            | 35.872    |
| Cieza                 | 35.361    |
| Mazarrón              | 35.099    |
| Totana                | 33.663    |
| San Pedro del Pinatar | 28.706    |
| Jumilla               | 27.263    |
| Caravaca de la Cruz   | 25.996    |
| Alhama                | 23.578    |

| Gemeinde               | Einwohner |
| ---------------------- | --------- |
| Las Torres de Cotillas | 22.406    |
| La Unión               | 21.153    |
| Archena                | 20.976    |
| Los Alcázares          | 19.506    |
| Fuente Álamo de Murcia | 18.719    |
| Puerto Lumbreras       | 17.822    |
| Mula                   | 17.585    |
| Santomera              | 16.320    |
| Cehegín                | 14.476    |
| Abarán                 | 13.000    |
| Ceutí                  | 12.842    |
| Bullas                 | 11.793    |
| Beniel                 | 11.535    |
| Fortuna                | 11.183    |
| Calasparra             | 10.286    |
| Alguazas               | 10.204    |

Kleinste Gemeinde ist Ojós mit 532 Einwohnern.

## Wirtschaft
Die Region Murcia ist größtenteils noch immer sehr landwirtschaftlich geprägt. Sie ist der größte Produzent von Gemüse, Obst und Blumen Europas. Sie produziert ausgezeichneten Reis in der Gegend um Calasparra und besitzt größere Weinanbaugebiete nahe den Städten Bullas, Yecla und Jumilla.
Dennoch sind die Sparten Bau und Tourismus die großen Wirtschaftsmotoren der Region. Im Tourismus wird derzeit verstärkt auf den Golfsport gesetzt, geplant sind 63 Golfplätze, die gerade durch die Lage in einer Halbwüste und die ständige Wasserknappheit als ökologisch bedenklich eingestuft werden.
Weitere in der Region vertretene Sparten sind unter anderem der Schiffbau, Möbelbau und Konservenfabriken.
Im Vergleich mit dem BIP der EU ausgedrückt in Kaufkraftstandards erreicht die Region einen Index von 73 (EU – 28:100) (2015). Die Arbeitslosenquote lag 2005 bei 8 %.
Mit einem Wert von 0,863 erreicht Murcia Platz 12 unter den 17 autonomen Gemeinschaften Spaniens im Index der menschlichen Entwicklung.

## Berühmte Söhne und Töchter der Region
- Ibn Arabi (1165–1240), islamischer Mystiker und Theosoph
- Baltasar de Cisneros (ca. 1755–1829), Admiral und Vizekönig des Río de la Plata
- Isaac Peral (1851–1895), U-Boot-Pionier
- José Selgas (1822–1882), Dichter und Schriftsteller
- Ramón Gaya (1910–2005), Maler
- Juan de la Cierva y Codorniú (1895–1936), Erfinder des ersten Helikopters (Autogiro)
- Francisco Rabal (1926–2001), Schauspieler
- Arturo Pérez-Reverte (* 1951), Journalist und Schriftsteller
- José Antonio Camacho (* 1955), Fußballspieler und -trainer
- Mercedes Diaz Garcia (* 1979), Dirigentin
- Alejandro Valverde (* 1980), Radrennfahrer
- Luis León Sánchez Gil (* 1983), Radrennfahrer
- Carlos Alcaraz (* 2003), Tennisspieler

## Sport
- Real Murcia – Fußball
- Ciudad de Murcia (siedelte 2007 nach Granada über) – Fußball
- UCAM Murcia C.F. – Fußball
- Lorca Deportiva – Fußball
- Polaris World Murcia – Basketball
- ElPozo Murcia – Futsal
- Murcia-Rundfahrt – Radrennen